# 阿塔夫
36°13′N 1°40′E / 36.217°N 1.667°E

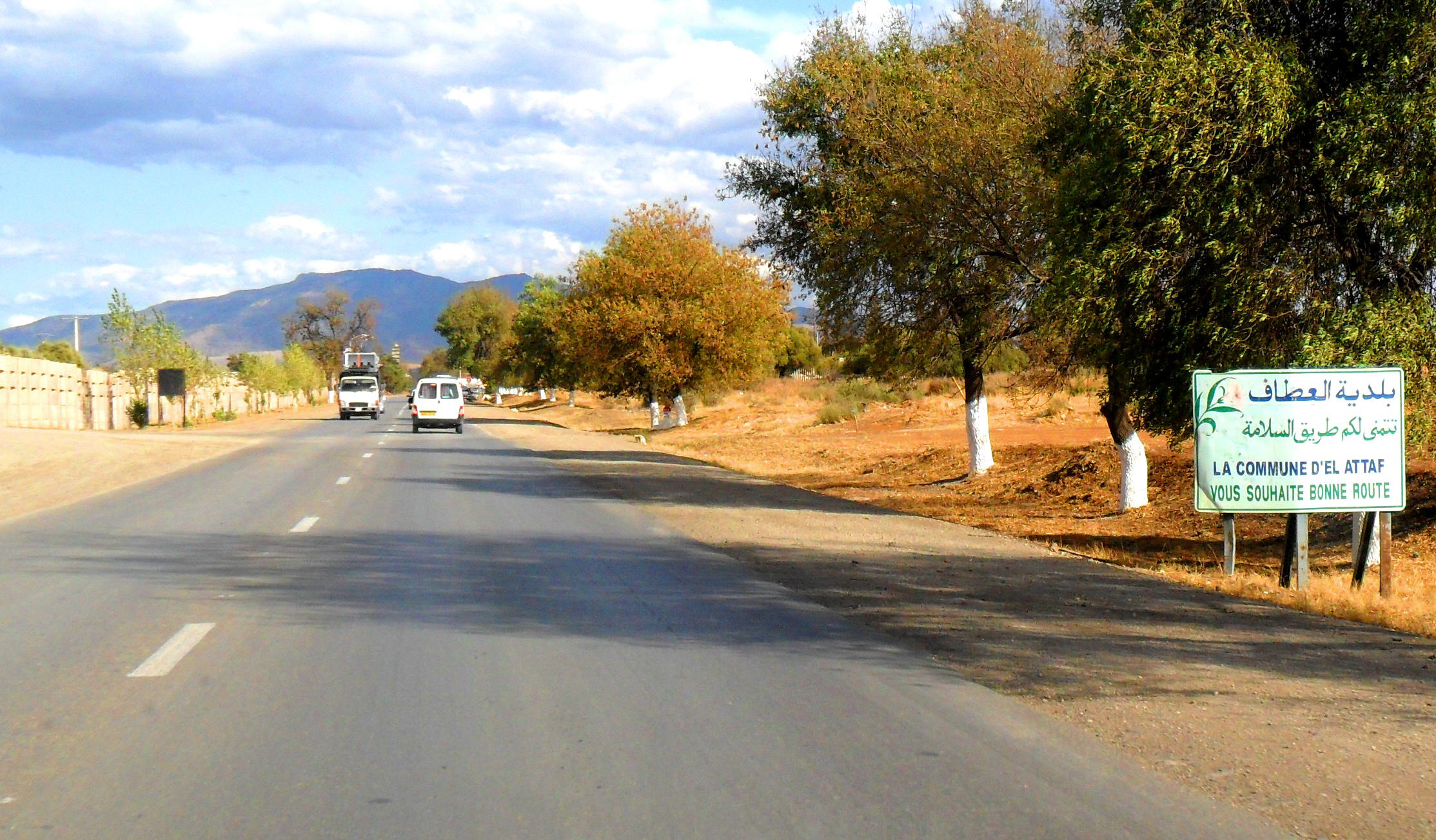
阿塔夫

阿塔夫（阿拉伯语：‎），是阿爾及利亞的城鎮，位於該國北部艾因迪夫拉省，是阿塔夫區的首府，面積62平方公里，2008年人口57,737，人口密度每平方公里931人。